# 劉鴻儒 (清朝)
劉鴻儒（？—1673年），字鲁一，直隸省永平府遷安縣（今河北省遷安縣）人，清朝政治人物。

## 生平
順治二年（1645年）舉乙酉科順天鄉試，順治三年（1646年），聯捷丙戌科進士，任兵科給事中。順治四年，任戶科右給事中。順治七年，任上林苑蕃育署署丞。順治十年，改戶科右給事中。順治十三年，改兵科右給事中。順治十四年，任兵科左給事中、福建鄉試副考官，同年升戶科都給事中、順天府府丞。順治十七年，任通政使司左通政；次年改太常寺卿。康熙三年（1664年），任通政使司通政使。康熙六年，任兵部右侍郎。康熙八年，升任兵部左侍郎。康熙十年，改戶部左侍郎。康熙十二年，任都察院左都御史。